# Hieracium cravoniense
Hieracium cravoniense là một loài thực vật có hoa trong họ Cúc. Loài này được Roffey mô tả khoa học đầu tiên năm 1925.